# Esther J. Ending
Esther J. Ending (31 augustus 1972) is een Nederlands schrijfster. Ze groeide op in Spanje, op het eiland Ibiza, en woont sinds 1994 in Nederland. In 2004 debuteerde ze bij uitgeverij Nijgh & Van Ditmar met haar roman Na Valentijn, waarvoor ze de Debutantenprijs ontving. In 2012 verscheen bij uitgeverij Prometheus haar tweede roman, Stille mensen. 
Maart 2015 is bij Lebowski Publishers haar derde roman verschenen: Een eigen eiland, dat zich afspeelt op het Ibiza van de jaren '80. Het is een roman over obsessie en de zoektocht naar ouderlijke liefde, een thuis en een vaderland. Met op de achtergrond het eiland, zoals alleen zij het kennen die daar zijn geboren of er lange tijd hebben gewoond – het échte, bizarre, wonderschone, levensgevaarlijke Ibiza. Jan Cremer zei over Een eigen eiland: ‘Een onthullend portret van de duistere kanten van Ibiza, dapper weergegeven.’ 
- Bibliothèque nationale de France: cb14648566t (data)
- Digitale Bibliotheek voor de Nederlandse Letteren: endi001
- Gemeinsame Normdatei: 173727352
- International Standard Name Identifier: 0000 0000 7845 0416
- Library of Congress Control Number: nb2004303394
- Nationale Bibliotheek van Tsjechië: jo2007409287
- Nederlandse Thesaurus van Auteursnamen: 260550256
- Virtual International Authority File: 84192448
- WorldCat: E39PBJt8g6fYqJxRM9Yd6j3YT3